# Elena Huelva
Elena Huelva Palomo (Séville, 21 mai 2002 - Séville, 3 janvier 2023,) est une militante espagnole pour la lutte contre le cancer, une patiente atteinte du sarcome d'Ewing connue pour parler de la maladie dont elle souffrait à travers les réseaux sociaux. Elena Huelva a encouragé la poursuite de la recherche sur le cancer et a inventé l'expression « Mis ganas ganan » pour décrire son attitude face à la maladie.

## Biographie
Elena Huelva est née le 21 mai 2002 à Séville, la deuxième fille de Manuel Huelva et Emilia Palomo. En 2019, à l'âge de seize ans, on lui diagnostique un sarcome d'Ewing. Depuis elle publie quotidiennement sur les réseaux sociaux des informations sur ce type de cancer, ainsi que sur son quotidien avec la maladie.
Depuis 2019, Elena Huelva a collaboré avec plusieurs organisations à but non lucratif liées au cancer. En 2022, elle écrit le livre Mis ganas ganan où elle raconte son expérience avec la maladie.
En décembre 2022, Elena Huelva a conçu une écharpe pour le jouet appelé Baby Pelón, vendu par la Fondation Juegaterapia dans le but de collecter des fonds pour la recherche sur le sarcome d'Ewing. Pour mener à bien cette collecte, la Fondation Juegaterapia a créé la bourse Elena Huelva en collaboration avec le Groupe espagnol de recherche sur le sarcome (GEIS).
Elena Huelva est décédée le 3 janvier 2023 après une aggravation continue de sa maladie. Sa mort a provoqué une vague de réactions sur les réseaux sociaux et les condoléances d'un grand nombre de personnalités publiques, allant du niveau politique, comme le président du gouvernement andalou, Juan Manuel Moreno, au monde du divertissement, des médias et des entités sportives comme le Real Betis Balompié.
Un jour après sa mort, le 4 janvier 2023, un mémorial[Quoi ?] a eu lieu en présence de diverses personnalités publiques telles que la présentatrice de télévision Sara Carbonero et le cinéaste Alberto Rodríguez. Elle a été incinérée au salon funéraire-crématorium de Camas (Séville).